# Индонезия
Индонезия, официално Република Индонезия (на индонезийски: Republik Indonesia) е държава в Югоизточна Азия и Океания, разположена на Малайския архипелаг между Индийския и Тихия океан. Съставена е от 17 508 острова и 34 провинции. С население от 270 203 917 души (2020 г.), Индонезия се нарежда на четвърто място в света по население и е най-голямата мюсюлманска страна в света. Индонезия е президентска република, с избирани от народа президент и правителство. От 17 август 2024 г. столицата ѝ е Нусантара, заменяйки Джакарта – столица на Индонезия от провъзгласяването на независимостта на страната през 1945 г. до тази дата. Има сухоземни граници с Малайзия, Папуа Нова Гвинея и Източен Тимор. Индонезия е сред страните основателки на АСЕАН и е една от 20-те най-големи икономики в света (Г-20). По номинален брутен вътрешен продукт се нарежда на 16-о място в света, а по паритет на покупателната способност – на 7-о.
Архипелагът е развивал търговия с Индия и Китай още от първите векове сл. Хр., когато започват да проникват и културни влияния от тези две страни, като впоследствие се развиват будистки и индуистки царства. По време на Великите географски открития мюсюлмани и европейци-християни влизат в конфликт за ресурсите на индонезийските острови, най-вече подправки, чай и каучук. От 1800 до 1945 г. Индонезия е колония на Нидерландия, а 4 години след края на Втората световна война официално става независима страна. От 1945 г. на власт е Сукарно, чието слабо управление продължава до 1967 г., когато е свален от власт и управлението поема Сухарто. Той управлява страната с желязна ръка до 1998 г., когато се извършват демократични промени.
На територията на Индонезия има голям брой етнически, езикови и религиозни групи, от които доминиращата са яванците. Въпреки това комплексната индонезийска идентичност е възприела исляма и индонезийския език като сплотяващи атрибути на населението. Въпреки огромното население и гъстотата му, Индонезия е на второ място в света по биоразнообразие и има обширни дъждовни и тропически гори. Само около 10% от земята се използва за селскостопанска дейност. В Индонезия има много палми и каучукови дървета. Страната произвежда голям брой продукти от палмово масло и е основен доставчик на естествен каучук. Освен това Индонезия разполага с разнообразни полезни изкопаеми и минерални ресурси, но голяма част от населението продължава да живее в бедност, а развитието на потенциала ѝ е възпрепятствано от корупция, сепаратизъм и природни бедствия.

## Етимология
Името Индонезия произлиза от латинската дума Indus (Инд), и старогръцката nesos, която означава „остров“. Името датира от 18 век, далеч преди формирането на независима Индонезия. През 1850 г. английският етнолог Джордж Уиндзор Ърл предлага названията Indunesians и Malayunesians за жителите на „Индийския или Малайския архипелаг“. В същата публикация Джеймс Ричардсън Логан, ученик на Ърл, използва Индонезия като синоним на „Индийския архипелаг“. Въпреки това, холандски академици – в публикациите за Източните Индии – не са съгласни с употребата на Индонезия. Вместо това те използват наименованията „Малайски архипелаг“ (Maleische Archipel), „Холандски Източни Индии“ (Nederlandsch Oost Indie), „Индия“ (Indië); „Изтокът“ (de Oost) и „Insulinde“.
От 1900 г. името Индонезия започва да се употребява често в академичните среди извън Нидерландия, а индонезийски националистически групи го възприемат в политическите си програми. Адолф Бастиан, учен от Берлинския университет, популяризира името чрез книгата си Indonesien oder die Inseln des Malayischen Archipels, 1884 – 1894. Първият индонезийски учен, използвал названието Индонезия, е Суварди Сурянингат, през 1913 г.

## История
Вкаменени останки на известния като „явански човек“ хомо еректус са свидетелство, че индонезийският архипелаг е бил обитаван отпреди два милиона до 500 000 години. Хомо сапиенс пристигат в региона преди около 45 хиляди години. Австронезийските народи, които формират по-голямата част от съвременното население, мигрират в Югоизточна Азия от Тайван. Те пристигат в Индонезия около 2000 г. пр. Хр., и, разпространявайки се из архипелага, изтласкват местните меланезийски народи на най-източните острови. Идеалните предпоставки за развитие на селско стопанство и усвояването на технологията на оризищата в областта още през 8 век пр. Хр. позволяват на села, градове и малки царства да се развият до 1 век сл. Хр. Стратегическите позиции на Индонезия насърчават морската търговия между островите и континента, включително с индийски царства и Китай. Тази търговия е от фундаментално значение за развитието на Индонезия.
От 7 век сл. Хр. мощното морско царство Сривиджая процъфтява в резултат на търговията и носеното от нея влияние на индуизма и будизма. Между 8 и 10 век сл. Хр., земеделските династии Сайлендра (будистка) и Матарам (индуистка) процъфтяват и упадат на остров Ява, като оставят след себе си монументални религиозни постройки като Боробудур и Прамбанан. През 13 век в източна Ява се появява царството Маджапахит, което под ръководството на Гаджа Мада (1329 – 1364) завладява голяма част от днешна Индонезия.
Когато през 1492 г. Христофор Колумб достига до Западните Индии, той всъщност се е бил запътил към т. нар. Молукски острови – т.е. Островите на подправките. През Средновековието в Европа не виреели подправки и ценните растения били купувани от арабските търговци, които ги носели от Индонезийските острови в продължение на близо 500 години. През 1512 г. португалски кораби достигат най-сетне до Молукските острови, а по-късно ги последват и английски, френски и холандски кораби. Тогава започва „войната на подправките“. Постепенно холандците овладяват контрола върху подправките от всичките 13 000 острова. Вследствие на това били реализирани огромни печалби за Нидерландия, а Индонезия се превръща най-важната ѝ колония. Холандците водят дълги и кръвопролитни войни с местното население, както и с Великобритания и Португалия за контрола над Индонезия. Колониален статут обаче Индонезия получава едва през 1800 г., след като Холандската източноиндийска компания обявява банкрут и е национализирана като Холандски Източни Индии.
Втората световна война и японската окупация слагат край на колониалното управление, а през 1945 националистът Сукарно е избран за президент и обявява независимост. Метрополията не признава суверенитета на Индонезия и повежда конфликт – дипломатически и военен, срещу самопровъзгласилата се държава. Холандските усилия се провалят, и през декември 1949 г. под натиска на международната общност и собствените си провали Холандия признава Индонезия за независима държава. Демократичното управление на Сукарно мутира в авторитарна диктатура, в която автократът се стреми да поддържа баланса между двете основни враждуващи политически сили – армията и комунистическата партия на Индонезия (ИКП). На 30 септември 1965 г. комунистите правят опит за преврат. Отговорът на армията е брутален – между 500 000 и 1 000 000 симпатизанти на ИКП са екзекутирани под ръководството на генерал Сухарто, който впоследствие, през 1968 г., става и президент. Твърдолинейното му управление поема курс към икономическо сътрудничество със САЩ, вследствие на което Индонезия отбелязва бърз, но за сметка на това неравномерен икономически растеж, а към края на управлението си Сухарто бива обявен за най-корумпирания диктатор в човешката история.
Азиатската финансова криза през 1990-те довежда управлението на Сухарто до неговия край през 1998 г. На следващата година Източен Тимор, окупиран и репресиран от индонезийската армия в продължение на 25 години, обявява независимост. Индонезия поема по пътя на демокрацията, но ширещата се бедност, корупция, сепаратизъм, тероризъм и природни бедствия продължават да са спънка за този процес.

## Държавно устройство
Индонезия е президентска република. Президентът е ръководител на правителството и върховен главнокомандващ на армията. Висш законодателен орган на държавата е Народната консултативна асамблея, която се състои от две камари: Камара на народните представители с 550 депутати и Съвет на регионалните представители със 128 члена. Основни политически партии понастоящем са: партията ГОЛКАР (създадена от бившия президент Сухарто) с мнозинство в Камарата на представителите, и Демократическата партия на борбата (подкрепяща бившия президент Мегавати), която е втората политическа сила в парламента.

### Ръководители на дипломатическата мисия в България
- 2021 – Иуан Богананта
- 2016 – Сри Астари Расджида
- 2012 – Бунян Саптомо
- 2007 – Имануел Роберт Инкириванг
- 2003 – Брото Утомо

## Административно деление
Административно страната се дели на 30 провинции, 2 особени административни единици, имащи статут на провинции и 1 столичен окръг.
| №  | Град      | Население  |
| -- | --------- | ---------- |
| 1  | Джакарта  | 10,562,088 |
| 2  | Сурабая   | 2,874,314  |
| 3  | Бекаси    | 2,543,676  |
| 4  | Бандунг   | 2,444,160  |
| 5  | Медан     | 2,435,252  |
| 6  | Депок     | 2,056,335  |
| 7  | Тангеранг | 1,895,486  |
| 8  | Палембанг | 1,668,848  |
| 9  | Семаранг  | 1,653,524  |
| 10 | Макасар   | 1,423,877  |

## География
Индонезия е невероятен и екзотичен свят, в който са събрани могъщи вулкани, гъсти екваториални гори и множество култури. В тази страна,
разпростряла се върху 17 508 острова има 128 действащи вулкана, повече от където и да е по света. Между островите Суматра и Ява е разположен остров Кракатау, на който се издига едноименния вулкан, чието изригване през 1883 г. е една от най-големите природни катастрофи в човешката история (виж по-долу остров Кракатау). На малкия остров Сумбава се намира вулканът Тамбора, който през 1815 г. изхвърля най-голямото количество вулканични материали – 117 km³, при което се отделило огромно количество енергия. Количеството вулканични материали, изхвърлено при изригването на Тамбора, е толкова голямо, че би покрило страна с големината на Гърция (131 хил. km²) с пласт, дебел 1 m. Това изригване било свръхмащабно – температурата на Земята се понижила и през 1815 г. в Европа настъпил глад заради слабата реколта, вследствие от по-ниските температури.
Индонезия е една от страните с най-голямо биоразнообразие в света. Това се дължи на факта, че страната е разположена около екватора, в зоната на дъждовните екваториални гори и че е разпололожена на 2 биогеографски ареала – азиатски и австралийско-папуаски. Поради това на западните острови се срещат азиатски растения и животни, а в източните-растения и животни, типични за Австралия и Нова Гвинея.
Поради тази особеност, Индонезия се дели на 3 биогеографски региона – Сундаланд (обхващащ Борнео, Суматра, Ява, Бали и околните острови) с типично азиатска флора и фауна, Уоласеа (Сулавеси, Молукските острови и островите източно от Бали) представена от много ендемити и смесена флора и фауна и Нова Гвинея, с типично австралийско-папуаски растителен и животински свят.
Много от тези растения и животни все още не са известни на науката. Индонезия държи рекорд по брой на видовете орхидеи – 270 рода с над 10 500 вида, а също и по брой на хищните растения, сред които най-многобройни са непентесите. Те са насекомоядни, но някои видове, като Nepentes rajah и Nepentes rafflesiana изяждат и дребни птици. Друг типичен представител е рафлезията, растението с най-големите цветове в света – с диаметър 100 cm и тегло над 12 kg. Дърветата достигат височина 60 – 90 m. Това са най-високите и най-стари тропични гори в света. Разнообразието сред животните също е огромно – тук е домът на суматренските и яванските тигри, носорози, слонове, леопарди, орангутани, гибони, диви биволи, мунтжак (лаещ елен) и др. Изключително богат е светът на птиците, представен от над 2300 вида – от пъстри папагали, райски птици, птици-носорози до огромния филипински орел. Много разнообразен е и светът на влечугите, най-типични от които са комодският варан (най-големия гущер в света, достигащ дължина 4 m), соленоводен крокодил (най-големия в света – дълъг 7 m и тежащ над 1000 kg), кралска кобра (най-голямата отровна змия, дълга 6 m), а също и този на жабите и другите земноводни. Индонезия е и дом на колосален брой насекоми и големи тропически отровни паяци и стоножки.

## Население
Населението на Индонезия е 237 600 000 съгласно националното преброяване от 2010 г., с все още висок прираст от 1,9%. Близо 58 % от населението живеят на остров Ява, най-гъсто населен остров в света. Въпреки сравнително ефективна програма за семейно планиране в сила от 1960-те насам, населението по оценъчни данни от началото на 2018 година е 266 357 297 души и се очаква да нарасне до около 322 милиона през 2050 г. Разпределението е неравномерно – индонезийските части на Борнео и Нова Гвинея, които заедно представляват половината от индонезийската територия се населяват едва от 12 милиона души, докато Ява концентрира 100 милиона жители на по-малко от 7 % от площта в четири големи града – Джакарта, Сурабая, Бандунг, Семаранг.
Повечето индонезийци са потомци на австронезийскоговорещите народи, чиито езици могат да бъдат проследени до праавстронезийски, чийто произход може да се проследи до Тайван. Друга основна група са меланезийците, които живеят в източната част на Индонезия. Съществуват около 300 различни етнически общности в Индонезия, и 742 различни езици и диалекти. Най-голямата етническа група са яванците, които съставляват 42% от населението, и доминират обществото в политически и културен план. Сунданците, малайците и мадурийците са най-големите етнически групи след яванците. Чувството за индонезийска национална принадлежност съществува паралелно със силна регионална идентичност. Обществото е до голяма степен хармонично, въпреки че социално, религиозно и етническо напрежение понякога предизвикват брутално насилие. Китайските индонезийци са влиятелна етническа група, съставяща 3 – 4% от населението. Голяма част от частната търговия и богатството на страната са под контрола на китайско-индонезийски кръгове, което допринася за значително недоволство и дори антикитайско насилие.
Индонезийският език се преподава във всички училища и следователно се говори от почти всички индонезийци. Това е езикът на бизнеса, политиката, националните медии, образованието и академичните среди. Той се основава на диалект на малайския език. Индонезийският е подкрепен от индонезийските националисти през 1920 г. и обявен за официален език под името Bahasa Indonesia при обявяването на независимост през 1945 г. Повечето индонезийци говорят поне един от няколкото стотици местни езици и диалекти, често като първи език. От тях яванският е най-широко разпространен, бидейки език на най-голямата етническа група. От друга страна, остров Нова Гвинея има над 270 местни папуански и австронезийски езици при население от едва 2,7 милиона души.
Въпреки че религиозната свобода за всеки гражданин е предвидена в индонезийската конституция, правителството официално признава само шест религии – исляма, протестантството, католицизма, индуизма, будизма и конфуцианството. Макар че не е официално ислямска държава, Индонезия има най-многобройната ислямска общност – 86,1% от населението съгласно преброяването от 2000 година. Около 9% от населението са християни, 3% индуисти, 2% будисти и други. Повечето индуисти са балийци, а будистите са най-вече от китайски произход. Макар че сега са малцинствени религии, индуизмът и будизмът са в основите на индонезийската култура. Ислямът е възприет от индонезийците за пръв път в северната част на Суматра през 13 век, под влиянието на търговци, и става господстваща религия в страната от 16 век нататък. Католицизмът е разпространен от португалските колонизатори и мисионери, а протестантските деноминации са до голяма степен в резултат на холандски калвинистки и лютерански мисии по време на колониалния период в страната.

## Икономика
Индонезия е една от най-богатите на природни ресурси страни в света. Общите запаси на метан възлизат на 8 милиарда барела нефтен еквивалент и по този показател се нарежда на
второ място в света след Китай. Финансовата криза в Югоизточна Азия от 1997 и 1998 г. води до: силно обезценена е индонезийската рупия; несъстоятелност за обслужване на външния дълг; криза в банковата система; отлив на чуждите капитали от страната, което силно засяга икономиката на Индонезия. Индонезия е на едно от първите места в Азия по размер на външния дълг (130,4 млрд. щатски долара за 2006 г.). Във връзка с бедствието след земетресението и вълните цунами през декември 2004 г. кредиторите от Парижкия клуб отлагат плащанията по дълга за 2005 г. с 5 години, а някои страни опрощават задълженията на Индонезия. Индонезия е член на Международната банка за възстановяване и развитие, Международния валутен фонд и е един от големите получатели на помощи от тези международните финансови институции. Основен донор е Япония.
Стопанство:
- Селски стопанство 21 %
- Промишленост 35 %
- Услуги 44 %.

Растениевъдство: Каучуконосни растения, кокосова, маслена палма, чай, кафе, тютюн, какао, подправки, кора от хининово дърво, захарна тръстика, ориз, царевица, батати, фъстъци, соя.
Слабо развито животновъдство. Риболов, добив на морски продукти.
Развит е добив и преработка на дървесина, нефт, природен газ, въглища, калай, боксит, манган, мед, никел, азбест, асфалт, фосфорити, каменна сол, злато, сребро. Преработка на селскостопански суровини, текстилна, машиностроителна, корабостроителна промишленост.
Главни пристанища: Джакарта, Купанг, Палембанг, Семаранг, Сурабая, Уджунгпаданг.
Износ: петрол и природен газ, шперплат, текстил, каучук главно за Япония, ЕС, САЩ, Сингапур, Република Корея, Хонконг, Китай, Тайван.
Внос: машини и оборудване, химикали, промишлени масла, хранителни продукти от Япония, САЩ, Сингапур, Германия, Австралия, Южна Корея, Тайван, Китай.